# Fleurus
Fleurus (en való Fleuru) és un municipi belga de la província d'Hainaut a la regió valona. Comprèn les localitats de Fleurus, Brye, Heppignies, Lambusart, Saint-Amand, Wagnelée, Wanfercée-Baulet i Wangenies. Ha estat protagonista de diverses batalles.

## Agermanaments
- Couëron